# Konfessionsverhältnisse in der Landgrafschaft Hessen-Kassel
Die Konfessionsverhältnisse in der Landgrafschaft Hessen-Kassel waren ein Sonderfall im Heiligen Römischen Reich im Zeitalter der Konfessionalisierung (17. und 18. Jahrhundert). Hintergrund waren der politische und konfessionelle Gegensatz zwischen den Landgrafschaften Hessen-Kassel und Hessen-Darmstadt und die Grenzveränderungen im sogenannten Hessenkrieg. Die Folge war, dass die Region um Marburg und Frankenberg in Oberhessen, abweichend vom Cuius-regio-Grundsatz, ab 1648 einen lutherischen Landesteil innerhalb des reformierten Hessen-Kassel bildete.

## Geschichte

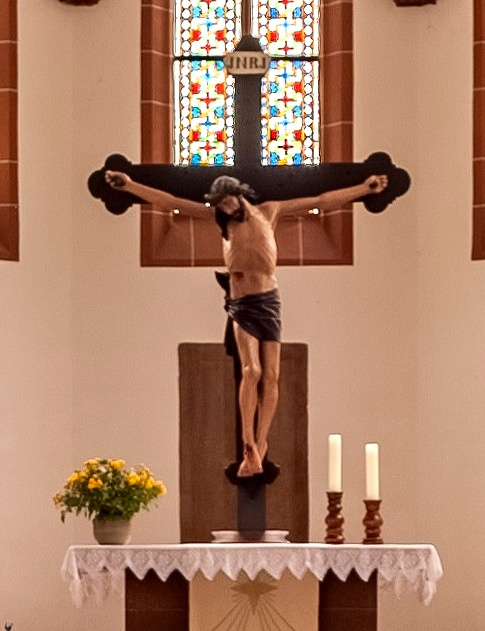
Einige der unter Moritz von Hessen-Kassel zerstörten Bilder wurden nach der Rückkehr zum lutherischen Bekenntnis ersetzt; hier der Crucifixus von 1625/26 in der Stadtkirche Biedenkopf.

Landgraf Philipp I., der im noch ungeteilten Hessen die lutherische Reformation eingeführt hatte, verfügte, dass bei seinem Tod (1567) die Landgrafschaft unter seinen vier Söhnen aufgeteilt wurde. Sein Sohn Ludwig IV., der Oberhessen mit Marburg und Gießen erhalten hatte, starb 1604 kinderlos. Er bestimmte, dass sein Territorium zwischen seinen Neffen Ludwig V. (Hessen-Darmstadt) und Moritz (Hessen-Kassel) aufgeteilt werden sollte. Da er wusste, dass Moritz zum Calvinismus neigte, verfügte er zugleich, dass der Besitz der von ihm geerbten Landesteile an die Wahrung des lutherischen Bekenntnisstandes geknüpft sein sollte; ein Verstoß sollte den Verlust des Gebietes zur Folge haben.
Moritz trat tatsächlich 1605 zur reformierten Konfession (Calvinismus) über und zögerte nicht, dieses Bekenntnis auch in der von Ludwig IV. geerbten Region Marburg einzuführen. Pfarrer der Gemeinden und Professoren der Marburger Universität, die sich dem Konfessionswechsel widersetzten, verloren ihr Amt und mussten das Land verlassen. Ludwig V. klagte deswegen beim kaiserlichen Gericht auf Übergabe der unter dem Konfessionsvorbehalt vererbten Landesteile und bekam Recht. 1624 wurde dieser Anspruch mit Hilfe Tillyscher Truppen durchgesetzt, und die Stadt- und Dorfkirchen der Region sowie die Universität Marburg wurden wieder lutherisch.
1646, in der Schlussphase des Dreißigjährigen Kriegs, konnte Wilhelm IV. von Hessen-Kassel Marburg und das Umland zurückerobern. Im Westfälischen Frieden 1648 wurde dann festgelegt, dass der Landesteil (ohne das „Hessische Hinterland“) bei Hessen-Kassel bleiben, aber den lutherischen Konfessionsstand behalten sollte. Durch Ansiedlung von Beamten und Soldaten und dadurch, dass die Marburger Universität 1653 dennoch den reformierten Bekenntnisstand erhielt, entstanden in der Folgezeit wachsende reformierte Gemeinden in und um Marburg und Frankenberg. Bis weit ins 19. Jahrhundert wirkten sich die konfessionellen Differenzen innerhalb der Evangelischen Landeskirche in Hessen-Kassel aus.